# 龍が如く0 誓いの場所
『龍が如く0 誓いの場所』（りゅうがごとくゼロ ちかいのばしょ、英題：Yakuza 0）は、セガより2015年3月12日にPlayStation 4とPlayStation 3で発売されたゲームソフト。
キャッチコピーは「日本中が狂喜乱舞していた時代。「龍」の伝説は、ここから始まった。」。

## 概要
2014年8月24日に行われたニコニコ生放送の番組「龍が如く特別番組 〜セクシー女優・男の出演者発表会〜」において発表された、シリーズナンバリングタイトルの最新作。
今作はタイトル通りに1作目『龍が如く』よりも過去の話を描いた作品となっており、桐生一馬と真島吾朗を主人公として神室町と蒼天堀の2都市が舞台となる。コンセプトは「金・女・暴力」で、特に金は今作での最も重要な要素となっている。
メインゲストとして、俳優の小沢仁志、中野英雄、鶴見辰吾、井浦新、竹内力、渡哲也が出演する。また、今作の発表に先駆けて行われた「男の出演者オーディション」「セクシー女優人気投票」の各合格者（男性8名、女性30名、ホスト写真20名）がゲーム内に登場する。作品中の筆文字は『龍が如く 維新!』に続いて書道家の中塚翠涛が担当する。
予約特典として、雑誌『Hot-Dog PRESS』とのコラボによる特製冊子『龍が如く Hot-Dog PRESS』が付属される。表紙を飾るのは『Hot-Dog PRESS』で実際に連載の執筆や表紙イラストを担当していた末松正博。その他の予約特典として、ゲーム販売店舗別（11店舗）にそれぞれ異なる特典が付属される。
シリーズ恒例のDLCと過去作のセーブデータ引き継ぎによる特典は、今作にも存在する。また、『龍が如く4 伝説を継ぐもの』までのように「プレミアムアドベンチャー」でやり込んだデータを引き継ぐことが可能となった（使用できる難易度はHARDまで）。
発売に伴い、本作と連動するPlayStation Vita専用アプリ『龍が如く0 基本無料アプリ for PlayStation Vita』が2015年2月26日に無料配信された。
プロダクトプレイスメントも健在だが、時代設定を反映して看板は昭和末期当時のものに差し替えられている。ただし、ドン・キホーテは、1988年当時は一店舗も無いにもかかわらず、タイアップしており、1990年代当時の店舗デザインとなっている。時代考証の都合上、シリーズ常連のカラオケ館や牛角のように、タイアップしていないものもあれば、マハラジャのように本作限りのタイアップとなっているところがある。またシリーズ10周年を記念して本作とコラボレーションしたウォークマンが発売されておりプロダクトコードを入力することでゲーム内にもウォークマンが登場する。
2015年6月、日本を含むアジア地域における出荷本数が50万本を突破した。
欧米版のタイトルである『Yakuza 0』（日本語に対応）として国内で、2018年8月2日にSteamで配信、2020年2月26日にはXbox Oneで配信された。
Xbox One版はXbox Game Pass日本サービス開始時頃（2020年4月）から配信されており、対象から外れたこともあったが現在（2022年8月）ではプレイ可能。PS4版は2022年8月から、PlayStation Plusで配信される予定。 PlayStation Plus版は、エッセンシャル加入者はプレイ不可となる。
2025年6月5日にはNintendo Switch 2のローンチタイトルとして『龍が如く0 誓いの場所 Director's Cut』が発売。新エピソードのほか、シリーズ初のオンラインマルチプレイモード「カチコミオンラインバトル」が追加されている。

## ストーリー
バブル景気に沸く東京・神室町。
桐生一馬は恩師の後を追い、関東最大の暴力団「東城会」の「堂島組」に身を置いたものの、そこに夢や希望はなく、借金取りのアルバイトで日々を食いつないでいた。
一方、大阪・蒼天堀。
東城会傘下の「嶋野組」に属していた真島吾朗は、組織に背いた罰として極道社会から追放され、関西最大の暴力団「近江連合」の「佐川組」に監視される立場となる。彼に与えられたのは、赤字続きのキャバレー「グランド」の支配人という役割だった。やがて経営手腕を発揮し、店を黒字へと立て直したことで「夜の帝王」と称されるが、彼の本心は刑務所にいる兄弟分のため、極道への復帰を果たすことにあった。
その頃、神室町では堂島組が「神室町21世紀再開発計画」の一環として、巨大商業施設「ミレニアムタワー」建設の利権を得るため、100億円以上を投じて周辺の土地買収を進めていた。しかし、その最中に「カラの一坪」と呼ばれる謎の土地が発見される。この土地の所有権を手に入れなければ、計画は頓挫するという問題が浮上していた。
桐生と真島は、やがてこの「カラの一坪」を巡る抗争に巻き込まれ、同じく運命に翻弄される盲目の女性を守ることとなる。
そして、東城会に二つの伝説が刻まれる──
「堂島の龍」と「嶋野の狂犬」。
運命に導かれた二人の物語が、今始まる。

## ゲームシステム
基本的なシステムは『維新』から継承されたものが多く、中でも「達成目録」に書かれたお題を達成すると様々な恩恵を受けられるシステムは以降の作品でも引き継がれている。
経営シミュレーション
戦闘やギャンブルの他に、不動産経営（桐生）やキャバクラ経営（真島）といったサブイベントでも金を稼ぐ事が出来る。本作では金を支払い主人公の能力を買う仕組みになっているので、効率的に金を稼ぎ優先順位を決めて能力を獲得することが重要となる。また、両者を完全攻略することで最強のバトルスタイルで戦闘が可能となる。
バトル
敵をダウンさせるか撃退する事で金を得て、特定の条件下の場合はボーナスとしてより多くの金を得る。バトルの中には盲目の女性を暗殺者から守りながら戦う「エスコートバトル」がある。バトルスタイルは桐生・真島共に「ベース」「スピード」「パワー」の3つのスタイルを切り替えて戦う『維新』のような形になった。銃や短刀（腹部への攻撃のみ）は攻撃を受けると特殊な形でダウンするリアルな仕様になった。
プレイスポット
1980年代に沿ったものが多く、「ディスコ」「テレクラ」「個室ビデオ」といった、今までのシリーズにはなかった新スポットが登場。シリーズ恒例のプレイスポットもカラオケはスナックで歌う形になっていたり、ゲームセンターでは『スペースハリアー』『ファンタジーゾーン』『スーパーハングオン』『アウトラン』といった当時のゲームが並んでいたりと時代に合わせている。女同士の戦いによるギャンブル「キャットファイト」や、ミニ四駆のようなマシンを使ってのレースゲーム「ポケットサーキット」なども新たに登場する。
Vitaとのクロスプレイ
今作も『維新』と同様に、PS Vitaと連動しており、Vita版のミニゲームで稼いだ金を本編に反映させることができる。Vita版では有料のダウンロードパックを購入することで、『アラジンA』『スーパーモンキーボール スペシャル』『SF特攻空母ベルーガ』『セガ麻雀 MJ Single』『コラムス』といった5つのゲームで遊ぶことが可能になる。

## 劇中の主な用語
穴倉
東城会が極秘に運営している監禁部屋。組の命令に背いた組員が拷問を受ける。真島が1年間、拷問を受けた。
神室町21世紀再開発計画
神室町の中心部分にある狭く入り組んだ路地エリアで計画されている大規模な都市計画。一帯を整備し目玉となる巨大商業施設「ミレニアムタワー」を建設するというもの。広大な面積の土地買収と大規模な建設工事に絡む利権をめぐって様々な組織が争いを繰り広げており、中でも堂島組は傘下の久瀬拳王会や泰平一家、渋沢組を使って建設予定地として一つにまとめた土地を転売する事で巨額の利益を得ようと、あらゆる手を使って地上げを推し進めている。
カラの一坪
ミレニアムタワー建設予定地にある、所有者不明の一坪の空き地。再開発計画予定地の真ん中に位置し、周辺の土地買収が殆ど終わった時になって存在が明らかになった。この場所を抑えない限り土地は売れず、最悪の場合予定地が確保できなければ再開発計画自体が白紙になる可能性すらある。この所有者を探し出して権利をもらうことが計画実行の最大の鍵になると言われている。
立華不動産
神室町にある、立華鉄が営む不動産会社。ヤクザにすら恐れられるやり口と、正体を掴ませない周到さで東城会の支配する神室町で頭角を現している。堅気の会社であるにもかかわらずカラの一坪を狙っており、後に桐生に大きく関わってくる。
グランド
蒼天堀にあるキャバレー。近江連合直参佐川組組長の佐川司がオーナーを務めており、東城会を追われた真島に支配人を任せている。大きなステージに2階を備えたコンサートホールのような作りで、その箱の大きさは蒼天堀随一だがそれ以外に取り柄が無く、真島が支配人になるまでは閑古鳥が鳴く有様だった。『龍が如く2』にもストーリー上で登場する。

## 楽曲
- 主題歌：湘南乃風「バブル」（トイズファクトリー）
- エンディング：湘南乃風「紅」（トイズファクトリー）

### 龍が如く0 誓いの場所 80's Hits! Collection
今作の時代設定に合わせ、1980年代の名曲を10曲を収録したコンピレーション・アルバム。ソニー・ミュージックエンタテインメントとのコラボレーション企画でもある。
初回版にはプロダクトコードが付き、プレイ中のBGMとして再生可能になる。

#### 収録曲
| #   | タイトル                                                | 作詞             | 作曲              | 編曲                                               | 時間 |
| --- | ------------------------------------------------------- | ---------------- | ----------------- | -------------------------------------------------- | ---- |
| 1.  | 「SOMEBODY'S NIGHT」(矢沢永吉)                          | 売野雅勇         | 矢沢永吉          |                                                    |      |
| 2.  | 「ANGEL」(氷室京介)                                     | 氷室京介         | 氷室京介          | 吉田建、氷室京介                                   |      |
| 3.  | 「Get Wild」(TM NETWORK)                                | 小室みつ子       | 小室哲哉          | 小室哲哉                                           | 3:59 |
| 4.  | 「Diamonds」(プリンセス プリンセス)                     | 中山加奈子       | 奥居香            | 奥居香                                             | 4:57 |
| 5.  | 「2億4千万の瞳 -エキゾチック・ジャパン-」(郷ひろみ)     | 売野雅勇         | 井上大輔          | 井上大輔                                           | 4:00 |
| 6.  | 「フレンズ」(レベッカ)                                  | NOKKO            | 土橋安騎夫        | レベッカ                                           | 4:34 |
| 7.  | 「目を閉じておいでよ」(BARBEE BOYS)                     | いまみちともたか | いまみちともたか  | バービーボーイズ                                   |      |
| 8.  | 「Runner」(爆風スランプ)                                | サンプラザ中野   | Newファンキー末吉 |                                                    | 4:47 |
| 9.  | 「Return to Myself 〜しない、しない、ナツ。」(浜田麻里) | 浜田麻里         | 大槻啓之          | 大槻啓之、ランディ・カーバー、グレッグ・エドワード | 4:27 |
| 10. | 「恋人も濡れる街角」(中村雅俊)                          | 桑田佳祐         | 桑田佳祐          | 桑田佳祐                                           | 4:22 |

## 主なスタッフ
- 総合監督：名越稔洋
- チーフプロデューサー・脚本・演出：横山昌義
- プロデューサー：島野光弘
- ラインプロデューサー：佐藤大輔
- ディレクター：細川一毅
- プログラム統括：伊東豊
- デザイン統括：長井才三
- 企画統括：吉田幸司
- サウンドマネジメント：冨田晴義
- 脚本・演出補：古田剛志